# 사회적 사실주의

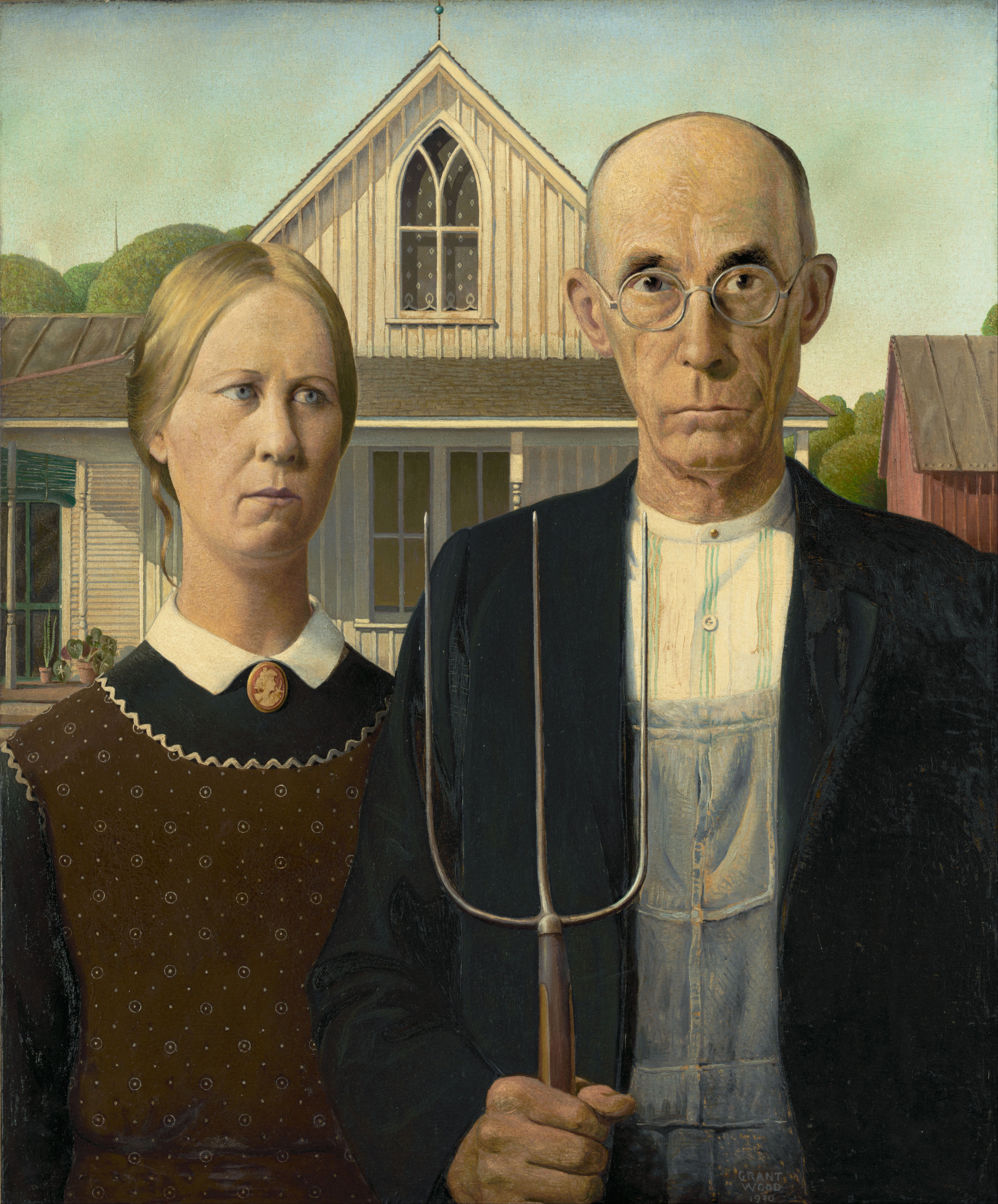

사회적 사실주의(Social realism)는 북아메리카, 남아메리카, 유럽 등지에서 발생했던 미술 사조이다.

## 사례
미국의 경우 뉴딜 정책의 일환으로 미국 농업안정국(Farm Security Administration)과 공공산업진흥국(Works Progress Administration)에서 추진한 연방미술계획(Federal Art Project)이 대표적인 사례로 손꼽힌다. 공공산업진흥국은 생계에 어려움을 겪는 예술가들을 모집해 시골로 보내 사진 기록을 남기고 벽화를 그리게 하는 사업을 추진했다. 이때 기록으로 남은 자료들은 당시 생활상을 보여주는 자료로 유용함을 인정받고 있다.

## 사회주의적 사실주의와의 차이
사회적 사실주의와 사회주의적 사실주의(Socialist realism)는 둘다 사회 문제에 관심을 가진다는 점에서는 공통되는 면이 있지만, 사회적 사실주의가 사회주의적 사실주의에 비해 훨씬 온건한 모습을 보인다.

## 같이 보기
- 사실주의